# Дом Василия и Прасковьи Кулик
Дом Василия и Прасковьи Кулик — изба, в деревне Петрищево, где перед казнью находилась Зоя Космодемьянская. Является объектом культурного наследия. Филиал Музейного комплекса «Зоя».

## Описание
Прасковья Яковлевна Кулик (Петрушина) родилась 18 октября 1907 года в Белоруссии, в Минской области. В подмосковную деревню Петрищево переехали незадолго до войны.

### Последняя ночь Зои Космодемьянской
С мужем Василием Александровичем, сыном Мефодием (1930 г.р.), дочерью Зоей (1933 г.р.) и сыном Сашей (1939 г.р.) Прасковья вечером 28 ноября 1941 г. находилась дома, на широкой русской печи и были свидетелями всех истязаний, которым девушку подвергли оккупанты.
Допрос в доме вели три офицера и переводчик. На допросе Космодемьянская назвалась Таней и не сказала ничего определённого. По свидетельствам Прасковьи Кулик, Космодемьянскую раздели догола и пороли ремнями. Затем жители села Петрушкина, Воронина и другие видели, как приставленный к Космодемьянской часовой на протяжении четырёх часов периодически водил её босой в одном белье по улице на морозе. До получаса они вдвоём оставались на улице, затем часовой заходил на 15 минут погреться и заводил Космодемьянскую в дом. Ноги Зои получили обморожение, проявление которого видела Прасковья Кулик. Около 2 часов ночи охранник сменился. Он позволил Космодемьянской лечь на лавку, где она пробыла до утра.
По показаниям свидетелей, в избиениях Космодемьянской участвовали А. В. Смирнова и Ф. В. Солина, дома которых были сожжены в предыдущую ночь. За это впоследствии они были осуждены по статье 193 Уголовного кодекса РСФСР за коллаборационизм и расстреляны.

### Музей
Дом Кулик стал филиалом музея Зои Космодемьянской в 1975 году.
Последние годы жизни Прасковья Яковлевна жила у старшего сына в Рузе. Умерла она 12 ноября 1986 г. По её просьбе похоронена на сельском петрищевском кладбище, рядом со своими родными.

Перед домом установлена памятная плита на постаменте с профильным изображением З. Космодемьянской и словами: 
«В этом доме фашисты зверски пытали накануне казни комсомолку-партизанку Зою Космодемьянскую. Отсюда юная героиня ушла на смерть и в бессмертие».
В 2016 году дом семьи Кулик был отреставрирован Российским военно-историческим обществом. Здесь сохранилась мебель и предметы утвари. В избе представлена скамья, на которой Зоя провела в последние часы своей жизни.

## Фотогалерея

Посещение президентом Республики Татарстан Р. Н. Миннихановым Музейного комплекса памяти Героя Советского союза Зои Космодемьянской
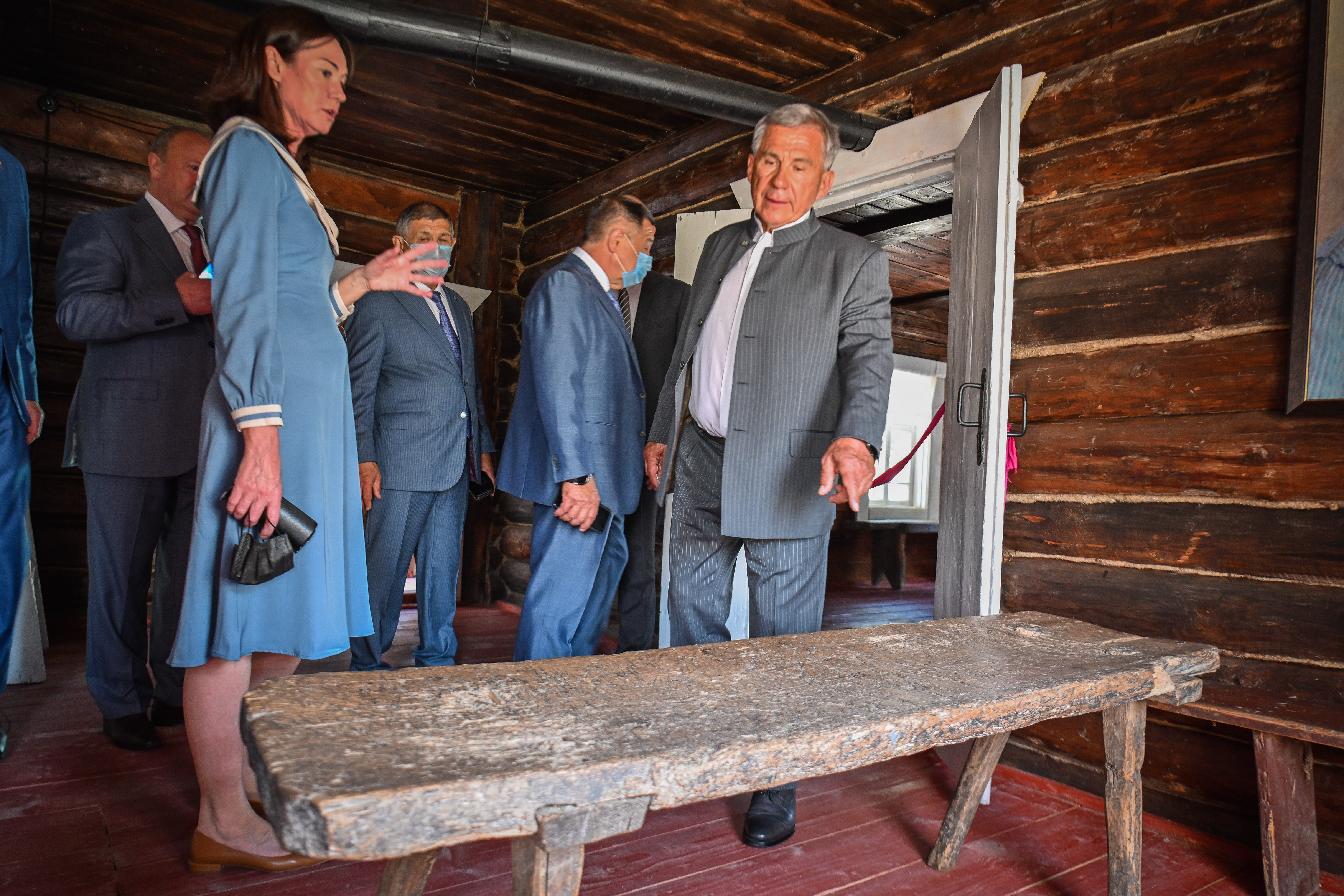
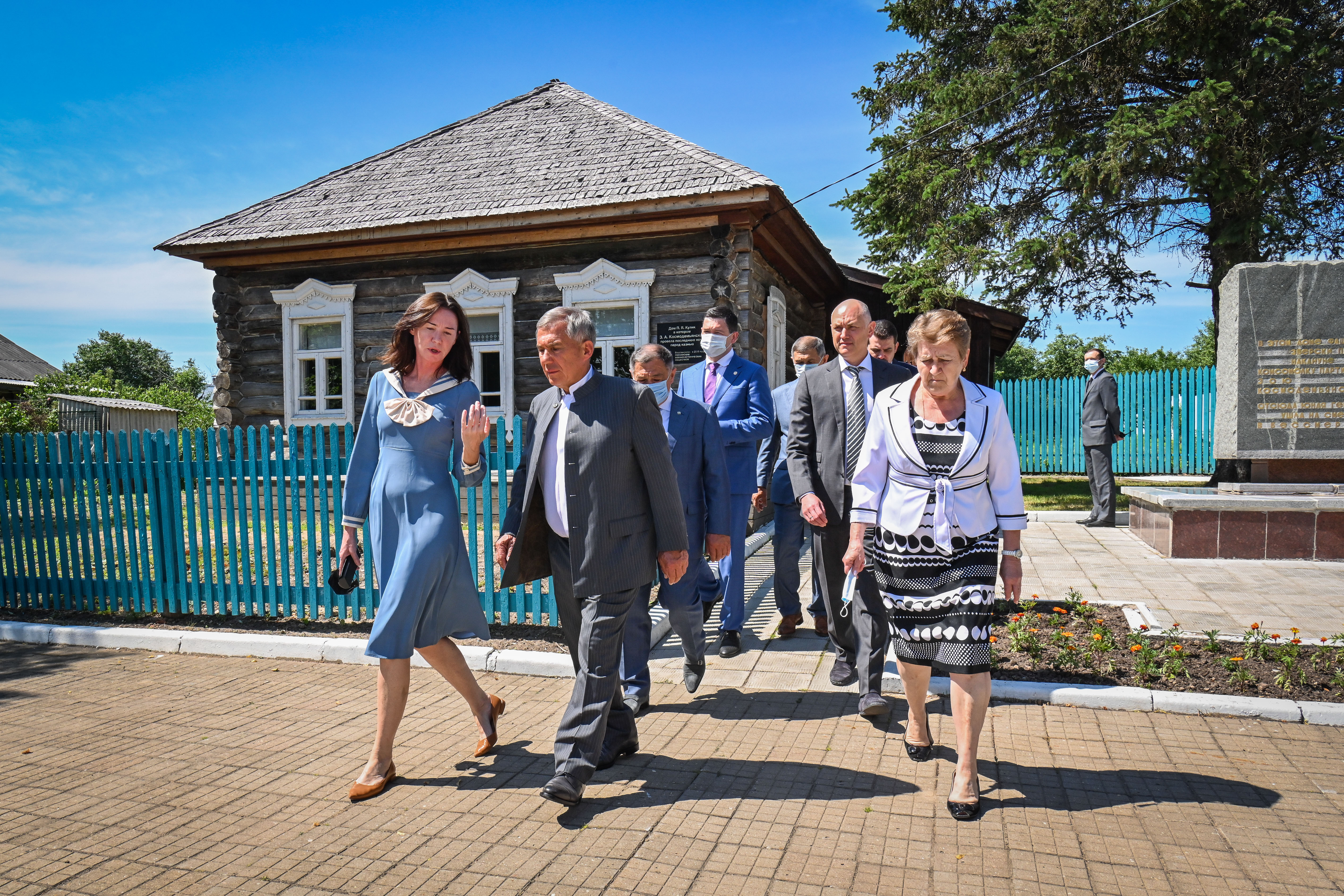